# San Francisco Maru
Die San Francisco Maru war ein japanisches Kombischiff, das während des Zweiten Weltkriegs als Transporter für die japanische Marine diente.

## Geschichte
Gebaut wurde das Schiff im März 1919 von der Kawasaki-Werft in Kōbe, Japan als Frachter für die Yamashista Kisen Line.
Das Schiff wurde am 14. März 1919 in Dienst gestellt. Es war mit 5.831 Bruttoregistertonnen vermessen, 117 Meter lang und 15,5 Meter breit. Die San Francisco Maru besaß zwei kohlegefeuerte Kessel und wurde von einer einzigen Dampfmaschine angetrieben, die von Kawasaki gebaut wurde. Sie hatte eine Besatzung von 40 Mann.
Am 30. November 1920 war die San Francisco Maru in Fremantle, Westaustralien, dem Hafen von Perth. 1922 wurde sie in ein mit Öl betriebenes Schiff umgebaut.
Während des Zweiten Weltkrieges wurde das Schiff von der Kaiserlichen Japanischen Marine requiriert und in der Marine-Transportabteilung für Ausrüstung und Munitionsnachschub verwendet. Im Mai 1943 wurde es durch einen Luftangriff der Alliierten auf Wewak (Neuguinea) beschädigt.
Es kam in Truk am 5. Februar 1944 in einem Konvoi an. Am 12. Februar 1944 fuhr der Konvoi weiter, die San Francisco Maru jedoch blieb vor Ort, da die Ladung noch nicht gelöscht war. Am 16. und 17. Februar wurde sie von Bombern der Essex und der Yorktown angegriffen und in der Folge von sechs 500-kg-Bomben getroffen. Das Schiff ging sofort in Flammen auf und sank mit dem Heck voran.
Das Wrack liegt in einer Tiefe von 70 Metern aufrecht auf dem Meeresgrund. Die Deckladung umfasste sowohl LKW als auch Kampfpanzer. Die Laderäume waren voll beladen  mit Minen, Torpedos, Bomben, Artillerie, Panzerabwehr- und Kleinwaffenmunition, Flugzeugmotoren und Teilen sowie Öl- und Benzinfässern. Auf der Backbordseite des Wracks, das 1969 durch Jacques-Yves Cousteau in der Truk Lagoon entdeckt und anhand der aufgefundenen Schiffsglocke identifiziert wurde, steht ein Panzer vom  Typ 95 Ha-Gō. Er wiegt 7,4 Tonnen und besitzt eine 37-Millimeter-Kanone. Im Gegensatz zu diesem sehr gut erhaltenen Fahrzeug zeigen weitere Panzer, die sich auf der Steuerbordseite befinden, deutliche Spuren des Feuers. Auch sind diese Panzer offenbar übereinandergerutscht, als das Schiff sank, und wurden dabei stark beschädigt. Am Wrack (Position 7° 31′ 7″ N, 151° 39′ 56,3″ O) selbst sind die Spuren des Brandes vor allem an der Brücke festzustellen.